# Frida Palmér

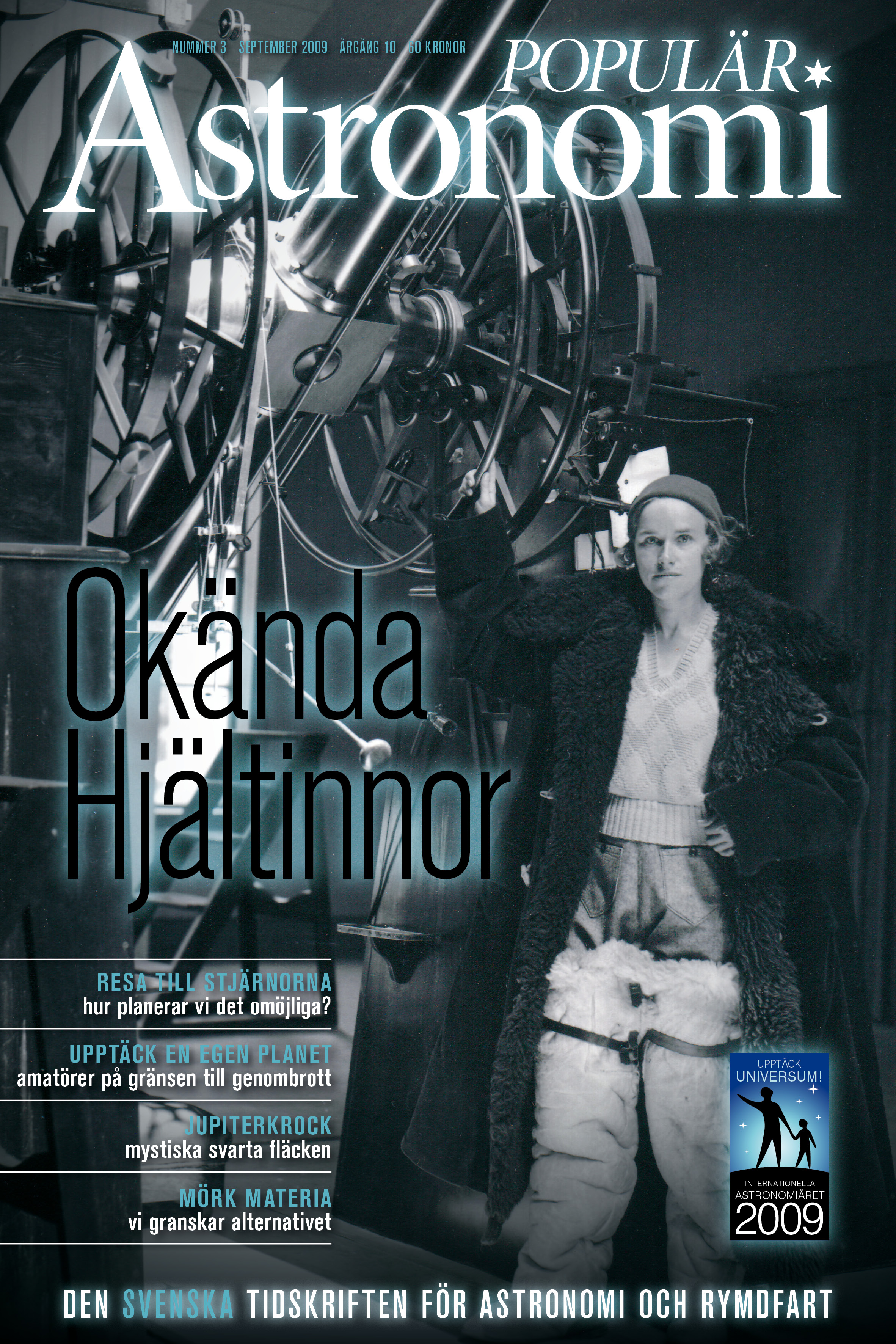
Omslaget till tidskriften Populär Astronomi, nummer 3, september 2009. Fotografiet visar doktoranden Frida Palmér vid meridiancirkeln, Lunds observatorium, 1929. Senare blev hon den första kvinnan i Sverige att disputera inom astronomi. Foto: Lunds universitet.

Frida Palmér, född 14 februari 1905 i Blentarp, Skåne, död 13 oktober 1966 i Halmstad, var en svensk astronom. Hon disputerade 1939 vid Lunds universitet på en avhandling om variabla stjärnor med Knut Lundmark som handledare. Hon blev därmed den första kvinna i Sverige som disputerade i ämnet astronomi. Under andravärldskriget arbetade hon på Försvarets radioanstalt och blev 1945 lärare vid Högre allmänna läroverket i Halmstad.
Frida Palmérobservatoriet vid Högskolan i Halmstad är döpt efter henne.